# 1945年上海
|        | 上海历史 |
| 世紀： | 19世紀上海 \| 20世紀上海 \| 21世紀上海                                                                                     |
| 年代： | 1910年代上海 \| 1920年代上海 \| 1930年代上海 \| 1940年代上海 \| 1950年代上海 \| 1960年代上海 \| 1970年代上海               |
| 年份： | 1941年上海 \| 1942年上海 \| 1943年上海 \| 1944年上海 \| 1945年上海 \| 1946年上海 \| 1947年上海 \| 1948年上海 \| 1949年上海 |
| 紀年： | 乙酉年（鸡年）、上海开埠102周年、上海设市18周年                                                                            |

## 主要官员（汪精卫政权）

### 政府
- 市长：吴颂皋→周佛海

### 法院

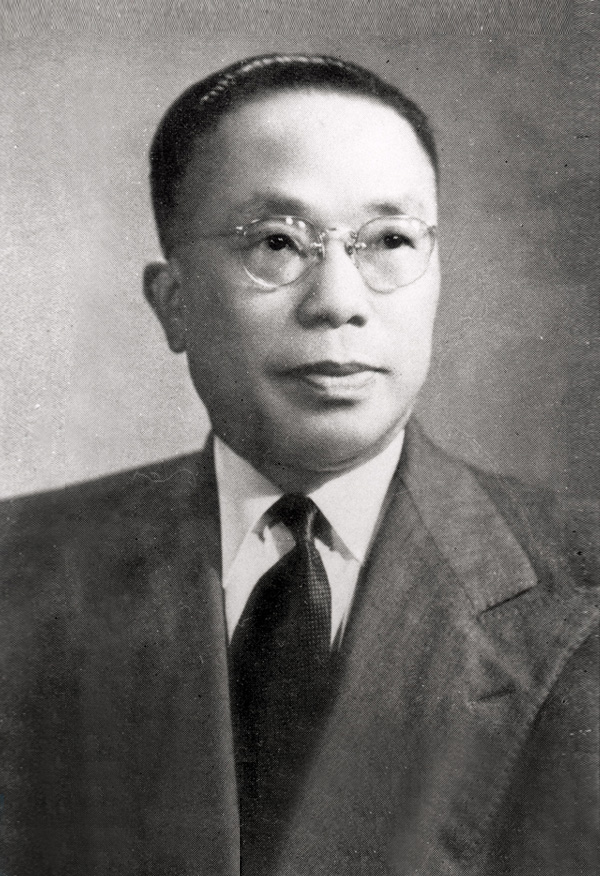
市长俞鸿钧
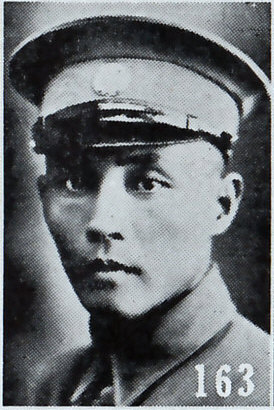
市长钱大钧
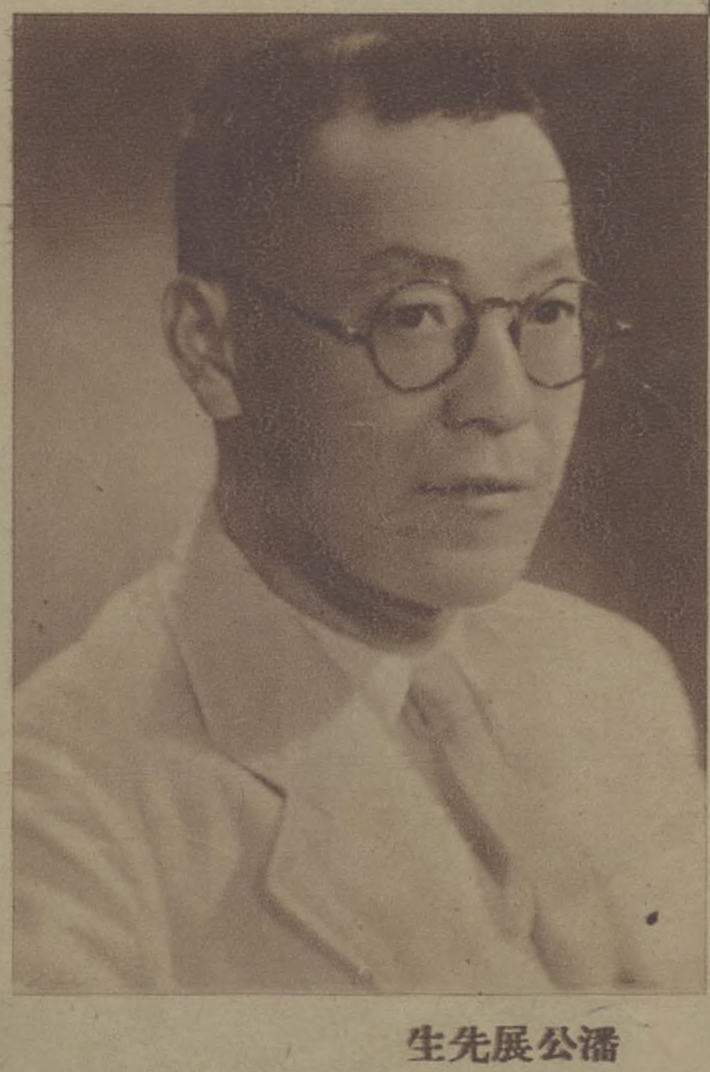
议长潘公展

- 高等法院院长：吴宪仁
- 地方法院院长：冯世德→沈文杰→沈必达

### 检察署
- 高等检察署检察长：胡诒谷
- 地方检察署检察长：赵钲镗→孙家杰→徐祖燕

政权交替的日期为8月12日。

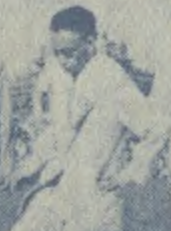
市长吴颂皋
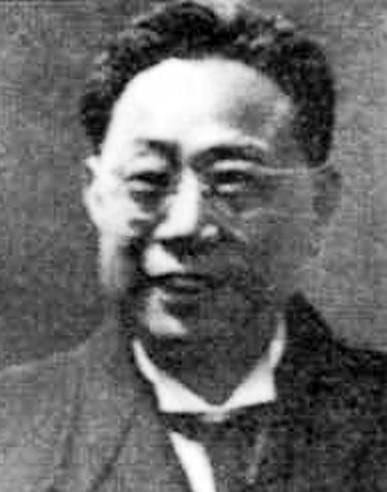
市长周佛海
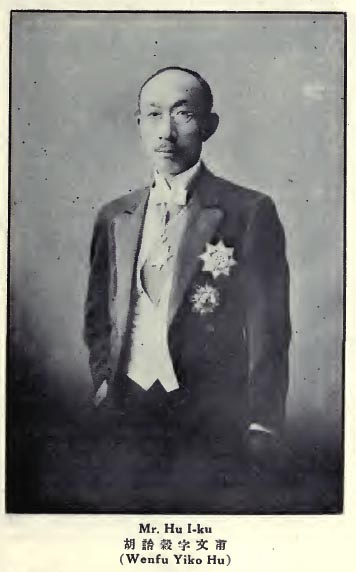
市高检检察长胡诒谷

## 主要官员（重庆、南京国民政府蒋介石政权）

### 临时参议会→参议会
- 议长：→议长：潘公展

### 政府
- 市长：俞鸿钧[註 1]→钱大钧

### 法院
- 高等法院院长：

郭云观
- 地方法院院长：  - 市长俞鸿钧
  - 市长钱大钧
  - 议长潘公展